# 赵士达
赵士达（589年—672年），字昇卿，天水郡人。
隋朝末年为王世充部将，任大总管，武德二年（619年）八月率其部降唐。唐高祖即日授上柱国、南康郡开国公、长平总管，又改长平（即今山西晋城）为建州，拜使持節建州諸軍事、建州刺史。
在平定窦建德、王世充后，赵士达被召回长安，任齐王府护军，从李元吉北讨。
武德九年，玄武门之变爆发，李元吉被杀，赵士达被免官，以南康公爵位归第。
貞觀初，唐太宗任命代国公李靖为大总管，讨伐突厥，赵士达被起用为部将，以功授左武候龍臺府折衝都尉。
貞觀十三年，唐朝发动高昌之役，赵士达在侯君集麾下任子总管。十八年，唐与高句丽的战争爆发，赵士达隶属遼東道大总管李世勣，在盖牟城攻破后，奉命镇守。二十年，升任左領軍衛中郎将，令守懷遠鎮。
永徽元年（650年），出任琰州刺史，领军讨伐牂牁蛮夷叛乱。
显庆元年（656年），任伊州刺史。
龙朔元年（661年），唐朝派辽东道（初为𬇙江）行军大总管契苾何力、𬇙江道行军大总管任雅相、夫馀道行军总管萧嗣业、镂方道行军总管程名振、沃沮道行军总管庞孝泰和含资道行军总管刘德敏率军十余万渡辽水，平壤道（初为辽东）行军大总管苏定方、平壤道大总管刘伯英、与新罗联军由百济故地南北合击高句丽。赵士达任浿江道子揔管，与營州都督高侃於瀘河應接。大揔管兵部尚書任雅相命他破島山大陣，仍於遼水造橋。以军功授豐州刺史。
总章二年（669年），赵士达请求致仕。咸亨三年（672年）七月十日遘疾薨于長安里舍，春秋八十四。次年十月葬于洪瀆川。
夫人长城陈氏，陈后主陈叔宝第十三女，貞觀十三年，有詔授上洛郡君。揔章二年，又授南康郡夫人。上元三年（676年）卒，年八十一岁。一子赵廉，任原州都督府長史、左衛率府郎将、玉鈐衛将軍。王勃的《为原州赵长史请为亡父度人表》一文即为其所作。
《旧唐书》记载赵士达在任建州（后改名泽州）刺史时与前任刺史张长贵一起侵占泽州境内肥沃田地数十顷，后来，开国功臣长孙顺德因为受贿和与李孝常谋反有牵连，而被免官。不久，唐太宗让他做了泽州刺史，长孙顺德洗心革面，知道赵士达的事，弹劾他追夺那数十顷田地，分给贫穷的农户。